# Свобода, Цирил
Цирил Свобода (чеш. Cyril Svoboda; род. 25 ноября 1956, Прага, Чехословакия) — чешский политик, лидер Христианско-демократического союза — Чехословацкой народной партии в 2001—2003 и 2009—2010 годах и член Палаты депутатов Парламента Чешской Республики (1998—2010). Во время своей политической карьеры он занимал ряд министерских постов, в первую очередь был вице-премьером (июль 2002 — август 2004) и министром иностранных дел (июль 2002 — сентябрь 2006). Основал Дипломатическую академию в Праге в 2011 году и читает лекции в нескольких университетах Праги.

## Биография
После окончания юридического факультета Карлова университета в Праге в 1980 году Свобода работал штатным юристом государственного поставщика газа «Трансгаз», а затем нотариусом в Праге. Он начал свою политическую карьеру в 1990 году, вскоре после Бархатной революции, в качестве советника заместителя премьер-министра Федерального правительства Чехии и Словакии по правам человека и отношениям между правительством Чехии и церквями.
Свобода работал ассистентом на юридическом факультете Карлова университета, затем учился в Панамериканском институте международных исследований (Университет Нотр-Дам) в 1991 году. Он стал советником премьер-министра Федерального правительства Чехии и Словакии в том же году, а затем стал заместителем председателя Правительственного законодательного совета в 1992 году. Он присоединился к KDU-ČSL в 1995 году. В 1996 году он начал работать в Министерстве иностранных дел в качестве заместителя министра, ответственного за вступление Чехии в ЕС, процесс, который он завершил в качестве министра иностранных дел в 2004 году.

## Личная жизнь
Цирилл Свобода женат на неврологе Вячеславе Свободовой. У них четверо сыновей: Вацлав, Норберт и близнецы Радим и Войтех.